# پروکلرپرازین
پروکلرپرازین (انگلیسی: Prochlorperazine) نوعی داروست که در درمان تهوع، اسکیزوفرنی، میگرن و اضطراب کاربرد دارد و در سال ۲۰۱۶ دویست و هشتادمین داروی پرمصرف در ایالات متحده بوده‌است.